# Attaque de la prison d'Abuja
insurrection de Boko Haram
L'attaque de la prison d'Abuja est une attaque de l'État islamique contre l'une des prisons les mieux sécurisées du pays près d'Abuja au Nigeria. Le groupe a pris le contrôle de la prison et a libéré plus de 900 détenus. 
Le même jour, le convoi du président nigérian Muhammadu Buhari a été pris en embuscade près de Katsina dans le nord-ouest du pays.

## Déroulement
Il y a peu d'information sur le déroulement exact de l'attaque. D'après des sources préliminaires, l'attaque a débuté à 22h30 contre la prison de Kuje, située près de l'aéroport international d'Abuja, considérée comme la prison la plus sûre du pays. Les assaillants seraient venus à bord de motos et ont contrôlé la prison pendant 3 heures,.
"Les envahisseurs ont utilisé de la dynamite et détruit l'installation fortement fortifiée, y compris l'Unité centrale de lutte contre le terrorisme (CTU), libérant tous les terroristes qui s'y trouvaient", a déclaré la source. Toujours selon cette source, d'importants cadres djihadistes se sont évadés.
L'ancien haut responsable de la police, Abba Kyari, détenu dans la même prison dans l'attente de son procès pour trafic de drogue a déclaré :
"On a entendu des coups de feu dans la rue. On pensait que c'était des voleurs armés", " une  première explosion est survenue après les coups de feu. Puis il y en a eu une deuxième et une troisième".
Selon le ministre de la défense du Nigéria, pour l'instant, aucun membre de "Boko Haram" n'a été recapturé.
"Je pense que tout est sous contrôle. Les personnes qui sont venues faire cette activité, d'après les archives, nous pensons qu'elles appartiennent à un groupe particulier. Très probablement, ce sont des membres de Boko Haram parce que nous avons un nombre important de suspects de Boko Haram en détention, et actuellement nous ne pouvons localiser aucun d'entre eux".
Cette prison abritait de nombreux vétérans et commandants liés à l'État islamique et Ansaru, un groupe jihadiste affilié à Al-Qaïda, dont le chef Khalid Barnawi, était détenu dans ce centre pénitentiaire depuis sa condamnation en 2017. D'après des sources fiables, Khalid al-Barnaoui a été libéré par l'ISWAP lors du raid
L'attaque contre le centre de détention survient quelques jours après qu'un membre éminent de la province de l'État islamique d'Afrique de l'Ouest a parlé de la libération des prisonniers dans une vidéo de 39 minutes.
En avril, le porte-parole de l'État islamique, Abu Omar al-Muhajer, a évoqué la situation des membres emprisonnés et a appelé à leur libération, affirmant que leur libération était une priorité absolue et une obligation pour le groupe. Cette attaque est le fruit de la doctrine des groupes djihadistes sur la libération impérative des prisonniers. En octobre 2020, 1 300 prisonniers ont été libérés lors de l'attaque de la prison de Béni, en août, 1 700 prisonniers ont été libérés lors de l'attaque de la prison de Jalalabad. L'attaque la plus récente en Syrie avait permis la libération de plusieurs centaines de djihadistes lors de l'attaque de la prison d'al-Sinaa.
Dans la soirée du 6 juillet, l'État islamique revendique le casse de la prison de Kuje. Le groupe affirme avoir libéré plusieurs dizaines de musulmans (djihadistes et civils). Le groupe a aussi mis en ligne une vidéo à l'intérieur de la prison dans laquelle on peut entendre Baqiyah, un slogan du groupe.
Dans un tweet, le président de la République Mohammadu Buhari à dit : 
"Attristé par l'attaque contre le centre de détention de sécurité moyen de Kuje. Je suis déçu des services de renseignements. Comment des terroristes peuvent-ils s'organiser, avoir des armes, attaquer une installation de sécurité et s'en tirer ? J'attends un rapport complet sur cet incident choquant.".
D'après des témoins présents sur place, les combattants de l'État islamique ont prêché la religion puis offert à chaque prisonnier de l'argent pour leur permettre de fuir en sécurité. D'après des sources gouvernementales, près de 442 prisonniers ont été repris par la police, mais pour l'instant, aucun djihadiste n'a encore été attrapé. Mais au contraire, selon des sources indépendantes, aucun détenu n'a été rattrapé à la date du 11 juillet mise à part des redditions personnelles.

## Revendication
Dans un long communiqué publié sur internet, l'État islamique a revendiqué l'attaque de la prison de Kuje,.
Selon l'État islamique, le groupe a attaqué la prison sur trois axes dans le but de libérer les prisonniers musulmans dont certains avaient passé plus de 10 ans à l'intérieur.
Le premier groupe a pris d'assaut la porte d'entrée de la prison, neutralisé les gardes, puis détruit les portes de la prison, tandis que le deuxième groupe a détruit un mur avec de l'explosif, puis combattu les gardes de la prison, tuant et blessant plusieurs gardiens, tandis que le troisième groupe a établi un périmètre de sécurité autour de la prison pour empêcher tout renfort.
L'attaque a duré plus de 50 minutes selon le groupe islamique, libérant la plupart des prisonniers. Le groupe affirme avoir détruit plusieurs parties de la prison, incendié 8 véhicules et tué et blessé plusieurs membres des forces armées nigérianes, le groupe a aussi récupéré des armes en butin.
Dans une vidéo publiée le 18 juillet 2022 à l'occasion de la fête musulmane de l'Aïd al-Kabir, le groupe islamique montre des prisonniers de la prison de Kuje dans le nord-ouest du Nigeria.